# Hayden Stoeckel
Hayden Stoeckel (ur. 10 sierpnia 1984 w Renmark) – australijski pływak specjalizujący się w pływaniu stylem grzbietowym, trzykrotny medalista igrzysk olimpijskich, mistrz świata.
Do największych sukcesów Stoeckela zalicza się zdobycie trzech medali olimpijskich. W 2008 roku w Pekinie wywalczył srebrny medal w sztafecie 4 × 100 m stylem zmiennym oraz brązowy medal na dystansie 100 m stylem grzbietowym. W 2012 roku w Londynie zajął w sztafecie 4 × 100 m stylem zmiennym trzecie miejsce.
Startując na mistrzostwach świata Australijczyk wygrał dwa medale. W 2007 roku w Melbourne zwyciężył w sztafecie 4 × 100 m stylem zmiennym, a w 2011 roku w tej samej konkurencji w Szanghaju był drugi.